# 瑪麗·路易絲 (黑森-卡塞爾)
黑森-卡塞爾的瑪麗·路易絲（德語：Marie Luise von Hessen-Kassel，1688年2月7日—1765年4月9日），奧蘭治親王妃，黑森-卡塞爾伯爵卡爾一世的女兒。

## 家庭
1709年，瑪麗·路易絲與奧蘭治親王約翰·威廉·弗里索結婚，兩人共有1子1女：
1. 阿瑪莉埃（1710年—1777年）
2. 威廉四世（1711年—1751年）